# Ревматическая полимиалгия
Ревматическая полимиалгия — воспалительное заболевание, ассоциированное с гигантоклеточным артериитом. Речь идёт, вероятно, о малосимптоматической форме гигантоклеточного артериита.

## Эпидемиология и патогенез
Обыкновенно, ревматической полимиалгией страдают пациенты в возрасте 70–80 лет. Около 50 % пациентов с гигантоклеточным артериитом жалуются на симптомы ревматической полимиалгии (во время или после диагностицирования артериита). Наоборот, около 20 % с ревматической полимиалгией страдают гигантоклеточным артериитом. Инцидентность составляет 20 человек на 100 тыс. населения (в возрасте более 50 лет). Имеет место ассоциация с HLA-системой и цитокинными системами IL12/IFNgamma, а также IL6, IL17, IL21.

## Симптоматика
- Утренние боли и одеревенелость (онемение) в области шейного отдела, плечевого пояса и мышц рук (от плечевого до локтевого сустава). Кроме того, возможны боли в области поясничного отдела.
- Начало боли, обыкновенно, медленное, возникают в течение нескольких дней (реже – недель).
- Боли, как правило, симметричные, иногда весьма сильные.
- Течение болезни и прогноз: длительность жизни не уменьшена пока не возникает тяжёлая форма артериита.

## Диагностика
- Диагностические критерии (согласно EULAR/ACR, 2012):

1. Утреннее онемение, длящееся более 45 минут (2 пункта).
2. Поясничные боли или ограниченная подвижность (1 пункт).
3. Нормальное значение ревматического фактора или антитела против цитруллина (2 пункта).
4. Отсутствие иных болей в суставах (1 пункт).

Наличие 4 пунктов и более указывает на присутствие ревматической полимиалгии (чувствительность 68 %, специфичность 78 %).
- Лабораторное обследование: скорость оседания эритроцитов (обыкновенно более 50 мм/час), С-реактивный протеин (повышенный), IL6 (обыкновенно повышенный). Для дифференциальной диагностики: ревматический фактор, ANCA, ACPA (антитела против цитрулиннированных пептидных антигенов – должны быть отрицательными), картина крови, глюкоза, креатинин, почечные энзимы, щёлочная фосфатаза, кальций, витамин D, электрофорез белка.
- Магнитное сканирование с ангиографией: при наличии гигантоклеточного артериита с поражением дуги аорты, крупнокалиберных сосудов для оценки степени распространения васкулита. Альтернативное обследование: ФДГ-ПЭТ/ПЭТ-КТ.

## Лечение
- В начале: например, преднизолон 12,5–20 мг/день орально.
- В случае клинической ремиссии и нормализации параметров скорости оседания эритроцитов и С-реактивного протеина: уменьшение дозы преднизолона.
- В случае рецидива: повышение дозы преднизолона до последний действенной дозировки.
- Для уменьшения дозы стероидов: метотрексат 7,5–25 мг/неделю или азатиоприн 2 мг/кг массы тела.
- Длительность терапии: индивидуально. При достижении длительной ремиссии показано уменьшение дозировки препаратов.
- Лабораторный контроль (скорость оседания эритроцитов и С-реактивный белок): в первом году – каждый месяц, затем – каждый второй месяц.